# آلاشکرت (کاشاتاق)
آلاشکرت (به ارمنی: Ալաշկերտ) یک منطقهٔ مسکونی در جمهوری آرتساخ است که در استان کاشاتاق واقع شده‌است.